# Nachal Jehonatan
Nachal Jehonatan (hebrejsky: נחל יהונתן) je vádí v severním Izraeli, v Charodském údolí.
Začíná v nadmořské výšce přes 200 metrů na jihozápadním úpatí vrchu Har Ša'ul v pohoří Gilboa, nedaleko lokální silnice 667. Vádí směřuje k severozápadu po západním okraji kopce Har Ša'ul, který na severozápadě končí samostatným vrcholkem Giv'at Jehonatan. Mezi ním a výšinou Ma'ale Nurit s lokalitou bývalé (a po roce 2010 znovu obnovované) vesnice Nurit pak soutěskou na východním okraji obce Gid'ona ústí do zemědělsky využívaného Charodského údolí. Kde původně vádí ústilo zprava do toku Nachal Charod. Střední tok Nachal Jehonatan na sestupu z pohoří Gilboa je ale v současnosti využit jako velký povrchový důl a původní vodní režim zde zanikl.